# Cunta
Cunta (in russo  Цунта?; in lingua avara: Агъвали) è un villaggio della Russia situato nel Daghestan. Appartiene al rajon Cuntinskij di cui è il centro amministrativo.
Il villaggio si trova sulla riva destra del fiume Kidero, 152 km a sud-ovest della città di Machačkala.